# 王保东
王保东（1967年1月—），中华人民共和国外交官，曾任中华人民共和国驻汤加王国特命全权大使，现任中华人民共和国驻芝加哥总领事。

## 生平
1990年，进入中华人民共和国外交部工作，先后在外交部西欧司、驻欧共体使团、外交部北美大洋洲司任职，后任外交部北美大洋洲司参赞。2007年，任驻美国大使馆参赞。2011年，任外交部拉丁美洲和加勒比司参赞。2015年，升任外交部拉丁美洲和加勒比司副司长。2016年，任外交部拉丁美洲和加勒比司副司级干部，在中共中央党校学习。2017年5月，出任中华人民共和国驻汤加大使。2019年4月，自驻汤加大使离任，任外交部拉丁美洲和加勒比司大使。2024年9月，出任中华人民共和国驻芝加哥总领事。

## 家庭
已婚，有一子。